# Міжселенна територія Троїцько-Печорського району
Міжселенна територія Тро́їцько-Печо́рського району (рос. Межселенная территория Троицко-Печорского района) — муніципальне утворення у складі Троїцько-Печорського району Республіки Комі, Росія.
Згідно із законами територія напряму підпорядковується районній владі.